# French (jednostka miary)
French – jednostka miary służąca do pomiaru wielkości cewnika. Najczęściej używa się skrótu „Fr", ale często można go spotkać w skrócie „Fg", „FR" lub ”F". Czasami używa się skrótu „CH" lub „Ch" (od nazwiska jego wynalazcy – Joseph-Frédéric-Benoît Charrière).
Okrągły cewnik 1 French ma średnicę zewnętrzną 1⁄3 mm, a zatem średnicę okrągłego cewnika w milimetrach można określić, dzieląc rozmiar francuski przez 3:
1 mm = 3 Fr
1Fr = 1/3mm
Rozmiar french jest miarą zewnętrznej średnicy cewnika (nie wewnętrznego kanału lub średnicy wewnętrznej). Na przykład, jeśli cewnik dwukanałowy 20 Fr porównuje się z cewnikiem trójkanałowym 20 Fr, to oba mają taką samą średnicę zewnętrzną.
Francuski miernik został opracowany przez Josepha-Frédérica-Benoît Charrière, XIX-wiecznego paryskiego producenta narzędzi chirurgicznych, który zdefiniował relację „średnica razy 3”.